# Platin
Platin (Deutschland: [ˈplaːtiːn], Österreich: [plaˈtiːn]) ist ein chemisches Element mit dem Elementsymbol Pt und der Ordnungszahl 78. Es besitzt eine hohe Dichte und ist ein kostbares, schmiedbares, dehnbares, grauweißes Übergangsmetall. Es besitzt eine bemerkenswerte Korrosionsbeständigkeit und gilt als Edelmetall. Im Periodensystem steht es in der Gruppe 10, nach alter Zählung in der 8. Nebengruppe oder Nickelgruppe. Sein Name leitet sich vom spanischen „platina“ ab, einer Verkleinerungsform von „plata“ (Silber).
Es ist eines der seltensten Elemente der Erdkruste und kommt in einigen Nickel- und Kupfererzen oder gediegen, etwa im Schwemmsand verschiedener Flüsse, vor. Südafrika ist ein wichtiger Platinproduzent; jährlich werden nur wenige hundert Tonnen gefördert. Aufgrund seiner vielfältigen Verwendung zählt es zu den wichtigen Edelmetallen. Platin wird zur Herstellung von Schmuck, Autoabgaskatalysatoren, Laborgeräten und Kontaktwerkstoffen verwendet. Einige Platinkomplexe wie Cisplatin werden in der Chemotherapie bei bestimmten Krebsarten eingesetzt.

## Geschichte
Der Name leitet sich vom spanischen Wort platina, der negativ besetzten Verkleinerungsform von plata „Silber“, ab. Die erste europäische Erwähnung stammt von dem italienischen Humanisten Julius Caesar Scaliger. Er beschreibt ein mysteriöses weißes Metall, das sich allen Schmelzversuchen entzog. Eine ausführlichere Beschreibung der Eigenschaften findet sich in einem 1748 veröffentlichten Bericht von Antonio de Ulloa.
Platin wurde wahrscheinlich erstmals um 3000 vor Chr. im Alten Ägypten verwendet. Der britische Forscher William Matthew Flinders Petrie (1853–1942) entdeckte im Jahr 1895 altägyptischen Schmuck und stellte fest, dass Platin in kleiner Menge mitverwendet wurde.
Platin wurde auch von den Ureinwohnern Südamerikas benutzt. Es fand sich beim Gewinnen von Goldstaub im Waschgold als Begleitung und konnte nicht explizit abgetrennt werden. Die Schmiede seinerzeit nutzten unbewusst die Tatsache aus, dass sich native Platinkörnchen mit Goldstaub in der Glut von mit Blasebalgen angefachtem Holzkohlefeuer gut verschweißen lassen, wobei das Gold wie ein Lot wirkte und sich durch wiederholtes Schmieden und Erhitzen eine relativ homogene, helle, in der Schmiedehitze verformbare Metalllegierung erzeugen ließ. Diese konnte nicht wieder geschmolzen werden und war genauso beständig wie Gold, allerdings von weißlich-silberartiger Farbe. Schon ein ungefähr 15-prozentiger Platinanteil führt zu einer hellgrauen Farbe. Reines Platin war jedoch noch unbekannt.
Im 17. Jahrhundert wurde Platin in den spanischen Kolonien als lästiges Abfallprodukt beim Goldsuchen zu einem großen Problem. Man hielt es für „unreifes“ Gold und warf es wieder in die Flüsse Ecuadors zurück. Da es ein ähnliches spezifisches Gewicht wie Gold hat und selbst im Feuer nicht anlief, wurde es zum Verfälschen desselben verwendet. Daraufhin erließ die spanische Regierung ein Exportverbot. Sie erwog sogar, sämtliches bis dahin erhaltenes Platin im Meer zu versenken, um Platinschmuggel und Fälscherei zuvorzukommen und davor abzuschrecken.
Die Alchemie des 18. Jahrhunderts war gefordert, denn das Unterscheiden vom reinen Gold und das Extrahieren gestalteten sich mit den damaligen Techniken als außerordentlich schwierig. Das Interesse aber war geweckt. Im Jahre 1748 veröffentlichte Antonio de Ulloa einen ausführlichen Bericht über die Eigenschaften dieses Metalls. Im Jahre 1750 stellte der englische Arzt William Brownrigg gereinigtes Platinpulver her. Louis Bernard Guyton de Morveau fand im Jahre 1783 ein einfaches Verfahren, um Platin industriell zu gewinnen.
1856 gelang es dem Apotheker und Chemiker Wilhelm Carl Heraeus erstmals, mit Hilfe eines eigens entwickelten Knallgasgebläses reines Platin in nennenswerten Mengen für die (Schmuck-)Industrie herzustellen („Erste Deutsche Platinschmelze“).
Der Platinpreis markierte am 4. März 2008 mit 2308,80 US-Dollar pro Feinunze ein Allzeithoch und war zu diesem Zeitpunkt mehr als doppelt so hoch wie Gold (989,80 US-Dollar pro Feinunze). Zum Stichtag 31. Dezember 2018 notierte die Feinunze Platin mit 794 US-Dollar deutlich unter dem Goldpreis.

## Platin als Mineral und Vorkommen

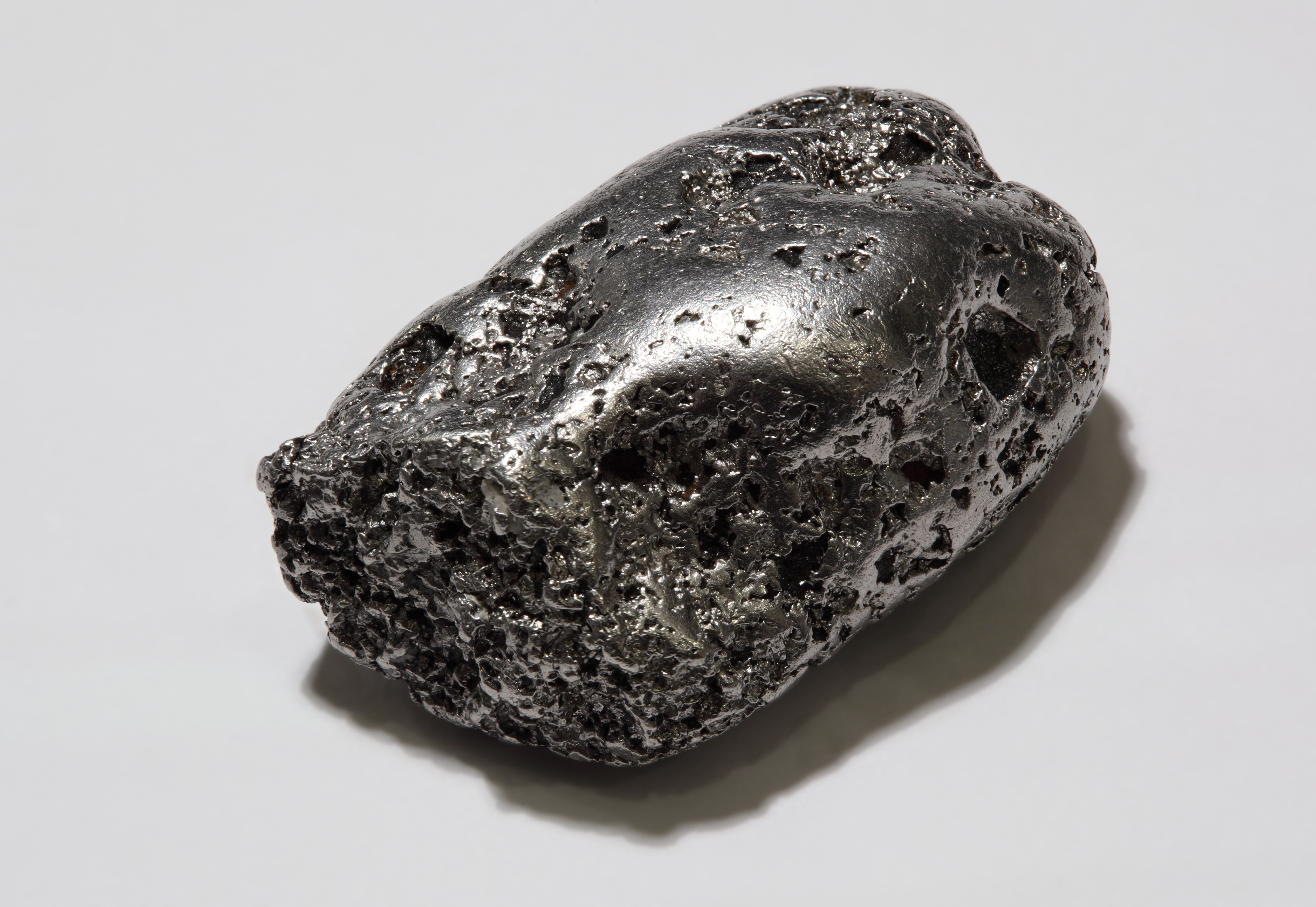
Platin-Nugget, Konder Mine, Region Chabarowsk.

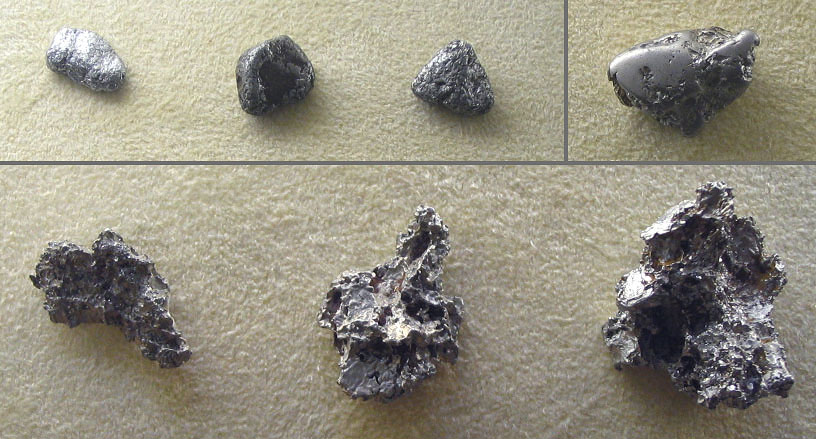
Einige Platin-Nuggets aus Kalifornien (USA) und Sierra Leone

Platin kommt gediegen, das heißt in elementarer Form in der Natur vor und ist deshalb von der International Mineralogical Association (IMA) als Mineral anerkannt. In der Systematik der Minerale nach Strunz (9. Auflage) ist es in der Mineralklasse der „Elemente“ und der Abteilung der „Metalle und intermetallische Verbindungen“, wo es als Namensgeber der Unterabteilung „Platin-Gruppen-Elemente“ zusammen mit Iridium, Palladium und Rhodium die unbenannte Gruppe 1.AF.10 bildet. In der veralteten, aber noch gebräuchlichen 8. Auflage trug Platin die System-Nr. I/A.14-70 (Elemente – Metalle, Legierungen, intermetallische Verbindungen).
Durch das von Hans Merensky 1924 entdeckte sogenannte Merensky Reef wurde der kommerzielle Abbau von Platin wirtschaftlich.
Die bedeutendsten Fördernationen von Platin waren 2011 Südafrika mit 139 Tonnen, Russland mit 26 Tonnen und Kanada mit 10 Tonnen, deren Anteil an der Weltförderung von 192 Tonnen über 91 Prozent betrug (Siehe auch: Förderung nach Ländern – Platin).
Weltweit konnte Platin bisher (Stand: 2011) an rund 380 Fundorten nachgewiesen werden, so unter anderem in mehreren Regionen von Äthiopien, Australien, Brasilien, Bulgarien, China, der Demokratischen Republik Kongo, Deutschland, Frankreich, Guinea, Indonesien, Irland, Italien, Japan, Kolumbien, Madagaskar, Mexiko, Myanmar, Neuseeland, Norwegen, Papua-Neuguinea, Philippinen, Sierra Leone, Simbabwe, Slowakei, Spanien, Tschechien, Türkei, im Vereinigten Königreich und den Vereinigten Staaten von Amerika (USA).
Platin kommt auch in Form chemischer Verbindungen in zahlreichen Mineralen vor. Bisher sind rund 50 Platinminerale bekannt (Stand: 2011).

## Gewinnung und Herstellung

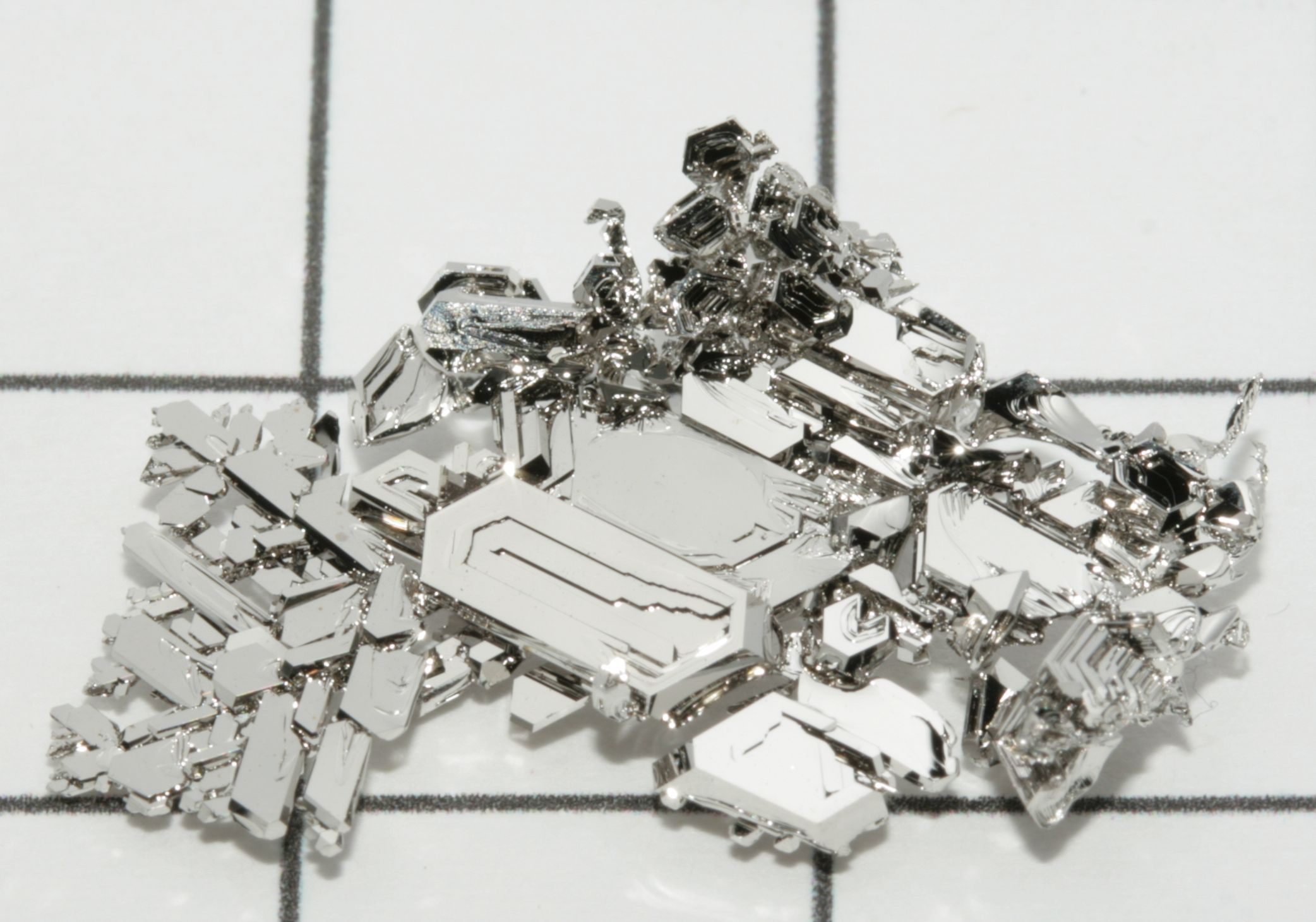
Platin-Kristalle, gewonnen durch chemische Transportreaktionen in der Gasphase.

Metallisches Platin (Platinseifen) wird heute praktisch nicht mehr abgebaut. Umfangreichen Platinbergbau gibt es nur im südafrikanischen Bushveld-Komplex, ferner am Great Dyke in Simbabwe und im Stillwater-Komplex in Montana. Die südafrikanischen Bergwerke gehören z. B. Lonmin, Anglo American Platinum oder Impala Platinum.
Platinquellen sind auch die Buntmetallerzeugung (Kupfer und Nickel) in Greater Sudbury (Ontario) und Norilsk (Russland). Hier fallen die Platingruppenmetalle als Nebenprodukt der Nickelraffination an. Als Platinnebenmetall bezeichnet man fünf Metalle, die in ihrem chemischen Verhalten dem Platin so ähneln, dass die Trennung und Reindarstellung früher große Schwierigkeiten machte. 1803 wurden Iridium, Osmium, Palladium und Rhodium entdeckt; 1844 folgte Ruthenium.
Platinschwamm entsteht beim Glühen von Ammoniumhexachloroplatinat(IV) (NH4)2[PtCl6] oder beim Erhitzen von Papier, das mit Platinsalzlösungen getränkt ist.
Zum Recyceln von Platin wird dieses entweder oxidativ in Königswasser, einer Mischung aus Salpeter- und Salzsäure, oder in einer Mischung aus Schwefelsäure und Wasserstoffperoxid aufgelöst. In diesen Lösungen liegt Platin dann in Form von Komplexverbindungen (z. B. im Fall von Königswasser als Hexachloroplatinsäure) vor und kann daraus durch Reduktion wieder gewonnen werden.
Forscher der National Chung Hsiang University (Taiwan) haben ein neuartiges Verfahren entwickelt, bei dem Platin elektrochemisch in einer Mischung aus Zinkchlorid und einer speziellen ionischen Flüssigkeit aufgelöst wird. Unter einer ionischen Flüssigkeit versteht man ein organisches Salz, das bereits bei Temperaturen unterhalb von 100 °C geschmolzen vorliegt und über eine hohe Leitfähigkeit verfügt.
Das gebrauchte Platin wird in Form einer Elektrode, die als Anode geschaltet wird, eingesetzt und die umgebende ionische Flüssigkeit auf etwa 100 °C erhitzt. Das Platin löst sich dabei oxidativ auf. Anschließend lässt sich das gelöste Platin als reines Metall auf einer Trägerelektrode wieder abscheiden.

## Eigenschaften

### Physikalische Eigenschaften
Platin ist ein schmiedbares Schwermetall. Als Edelmetall gehört es zu den korrosionsbeständigsten Metallen überhaupt. Platin ist mit einer Mohs-Härte von 3,5 ein eher weiches Metall.
Aufgrund seiner hohen Haltbarkeit, Anlaufbeständigkeit und Seltenheit eignet sich Platin besonders für die Herstellung hochwertiger Schmuckwaren.
Platin ist in Pulverform je nach Korngröße grau (herstellungsbedingt nach der Zersetzung des (NH4)2[PtCl6]) bis schwarz (Platinmohr), geruchlos und entzündbar. Das Metall in kompakter Form ist nicht brennbar.

### Chemische Eigenschaften
Platin zeigt, wie auch die anderen Metalle der Platingruppe, ein widersprüchliches Verhalten. Einerseits ist es edelmetalltypisch chemisch träge, andererseits hochreaktiv, katalytisch-selektiv gegenüber bestimmten Substanzen und Reaktionsbedingungen. Auch bei hohen Temperaturen zeigt Platin ein stabiles Verhalten. Es ist daher für viele industrielle Anwendungen geeignet.

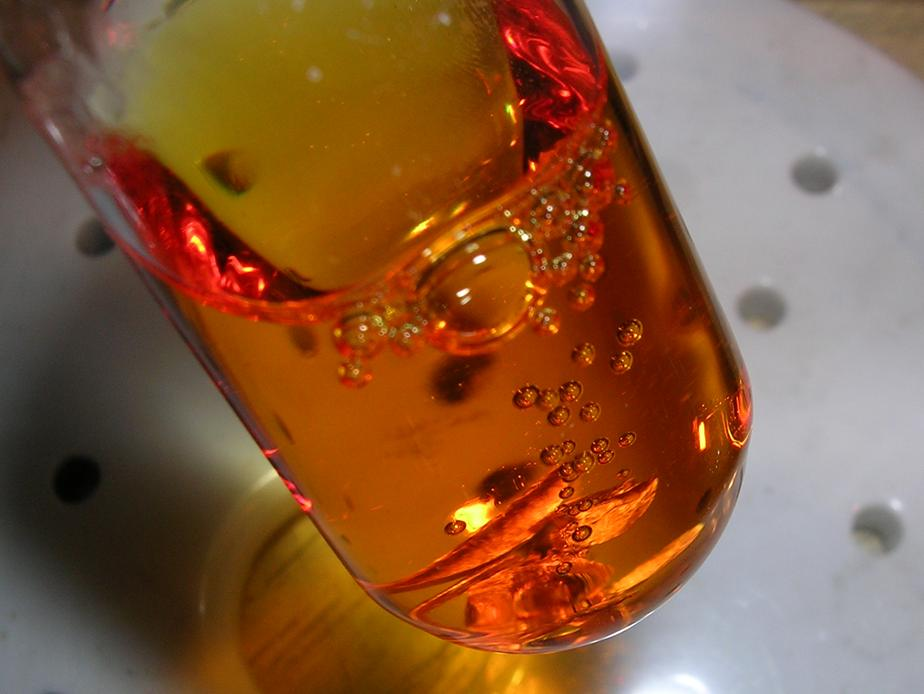
Platin löst sich in heißem Königswasser.

Platin ist sehr reaktionsträge und ist bei Raumtemperatur gegenüber vielen starken Säuren resistent. Salzsäure, Salpetersäure, Flusssäure und Schwefelsäure greifen Platin nicht an. In Königswasser löst es sich leicht und vollständig. In der Wärme können Schwefelsäure und Salpetrige Säure Platin angreifen. Ab 1300 °C reagieren Chlor und Brom mit Platin. Platinlegierungen sind in Salpetersäure löslich.
Platin wird aber auch von Salzsäure bei Anwesenheit von Sauerstoff und von heißer rauchender Salpetersäure stark angegriffen. Auch von Alkali-, Peroxid-, Nitrat-, Sulfid-, Cyanid- und anderen Salzschmelzen wird Platin angegriffen. Viele Metalle bilden mit Platin Legierungen, beispielsweise Eisen, Nickel, Kupfer, Cobalt, Gold, Wolfram, Gallium, Zinn etc. Besonders hervorzuheben ist, dass Platin zum Teil unter Verbindungsbildung mit heißem Schwefel, Phosphor, Bor, Silicium, Kohlenstoff in jeder Form reagiert, das heißt auch in heißen Flammengasen. Auch viele Oxide reagieren mit Platin, weshalb auch nur bestimmte Werkstoffe als Tiegelmaterial eingesetzt werden können. Beim Schmelzen des Metalls mit beispielsweise einer Propan-Sauerstoff-Flamme muss deshalb mit neutraler bis schwachoxidierender Flamme gearbeitet werden. Beste Möglichkeit ist das flammenfreie elektrisch-induktive Heizen des Schmelzgutes in Zirconiumoxidkeramiken.

### Katalytische Eigenschaften
Sowohl Wasserstoff, Sauerstoff als auch andere Gase werden von Platin im aktivierten Zustand gebunden. Es besitzt daher bemerkenswerte katalytische Eigenschaften; Wasserstoff und Sauerstoff reagieren in seiner Anwesenheit explosiv miteinander zu Wasser, Wasserstoffperoxid zerfällt zu Wasser und Sauerstoff. Weiterhin ist es die katalytische aktive Spezies beim katalytischen Reforming. Allerdings werden Platinkatalysatoren schnell durch Alterung und Verunreinigungen inaktiv (vergiftet) und müssen regeneriert werden. Poröses Platin, das eine besonders große Oberfläche aufweist, wird auch als Platinschwamm bezeichnet. Durch die große Oberfläche ergeben sich bessere katalytische Eigenschaften. Ebenfalls auf Grund der großen Oberfläche wurde früher metallisches Platin auf Asbest abgeschieden (Platinasbest) und als Katalysator verwendet. Heute wird für diesen Zweck wegen der Asbestproblematik Platin-Quarzwolle eingesetzt.

## Verwendung
Aufgrund ihrer Verfügbarkeit und der hervorragenden Eigenschaften gibt es für Platin und Platinlegierungen zahlreiche unterschiedliche Einsatzgebiete. So ist Platin ein favorisiertes Material zur Herstellung von Laborgeräten, da es keine Flammenfärbung erzeugt. Es werden z. B. dünne Platindrähte verwendet, um Stoffproben in die Flamme eines Bunsenbrenners zu halten.
Platin wird darüber hinaus in einer nahezu unüberschaubaren Anzahl von Bereichen verwendet:
- Platin ist ein edles und wertvolles Metall. Es wurde und wird daher für teure Schmuckwaren und Schreibfedern, aber auch als Zahlungsmittel bzw. Geldanlage benutzt. Für diese Zwecke wird Platin, wie Gold, in Form von Legierungen verwendet, da es in reinem Zustand kaum härter als Gold ist. Die Anlagemünzen Platinum Canadian Maple Leaf und American Platinum Eagle werden heute noch ausgegeben. In Russland wurden zwischen 1828 und 1846 Geldmünzen aus Platin geprägt, der Platinrubel. Zunächst waren es Münzen aus etwa 10,3 Gramm Platin im Wert von 3 Rubeln, später kamen Münzen des doppelten und vierfachen Wertes und des entsprechenden Platingewichtes hinzu. Des Weiteren gab die Münze Österreichs eine Bullionmünze mit dem Motiv der Wiener Philharmoniker[21] mit einer Unze Reinplatin (999,5 ‰) zum Nominale von 100 Euro aus.
- Thermoelemente
- Widerstandsthermometer (z. B. Pt100)
- Heizwiderstände
- Kontaktwerkstoffe und Elektroden, z. B. in Zündkerzen
- Katalysatoren. Beispiele sind nicht nur Fahrzeugkatalysatoren einschließlich der Diesel-Oxidationskatalysatoren und Katalysatoren in Brennstoffzellen, sondern auch solche für großindustrielle Prozesse wie der Salpetersäureherstellung und für Platin-Rhodium-Legierungen. Ein historisch wichtiges Beispiel ist das Döbereinersche Feuerzeug. Für 2005 wird der Verbrauch von Platin für die Katalysatorherstellung auf 3,86 Millionen Unzen (rund 120,1 Tonnen) geschätzt.
- Magnetwerkstoffe
- Chemischer Apparatebau, Labor- und Analysegeräte
- Schmelztiegel für die Glasherstellung
- Glaseinschmelzlegierungen
- Medizinische Implantate, Legierungszusatz in Dentalwerkstoffen (siehe auch: Biomaterial)
- Herzschrittmacher
- Schubdüsen, Verkleidungen für Raketen
- Spinndüsen
- Platinspiegel (Spiegel und teildurchlässige Spiegel, die im Gegensatz zu Silberspiegeln nicht anlaufen können)
- Laserdrucker (Ladekorona)
- Beschichtungen von Turbinenleitschaufeln in Flugzeugtriebwerken
- Platingeräte für die Spezialglasschmelze. Für die optische und technische Spezialglasschmelze werden tausende von Geräten aus Platinwerkstoffen hergestellt. Über Labortiegel aus Rein-Pt-, PtIr-, PtRh- oder PtAu-Werkstoffen für die ersten Versuchsschmelzen bis zu kompletten kontinuierlichen Wannensystemen, die einige 100 kg Platingewicht haben können. Außer den Läuterkammern, Tiegeln und Rohrsystemen aus PtIr oder PtRh kommen auch Zusatzgeräte wie Rührer, Deckel, Elektroden, Auslaufringe und Düsen zum Einsatz.

Der gebräuchlichste Werkstoff für die Geräte zur Herstellung von optischem Glas ist Rein-Pt oder Pt mit 0,3 bis 1,0 % Ir für die Tiegel und Rohrsysteme sowie PtRh3 bis PtRh10 für stark mechanisch beanspruchte Geräte wie zum Beispiel Rührer.
Bei den Geräten für die Herstellung von technischem Glas verwendet man PtRh10- bis PtRh30-Werkstoffe. Diese mechanisch stabileren hochprozentigen PtRh-Werkstoffe können in der optischen Glasschmelze nicht eingesetzt werden, da das Rh eine leicht gelbliche Färbung in der Schmelze hinterlässt, die zu Transmissionsverlusten in den optischen Glasprodukten führt.
Für spezielle Anwendungen werden auch FKS- (feinkornstabilisierte) und ODS (Oxide Dispersion Strengthened)-Werkstoffe in der
optischen und technischen Spezialglasschmelze eingesetzt. Diese pulvermetallurgisch hergestellten Pt-, PtRh-, PtIr- und PtAu-Werkstoffe werden mit ca. 0,2 % Yttrium- bzw. Zirconiumoxid dotiert, um ein vorzeitiges Kornwachstum bei den Platingeräten im Glasschmelzprozess zu verhindern.
Das Hauptproblem bei der Bearbeitung dieser Werkstoffe ist die eingeschränkte Schweißbarkeit bei der Geräteherstellung.
- Im Gegensatz zu den oben genannten Verwendungen, die Platin als Metall benutzen, gibt es auch eine hochwirksame und daher wichtige Klasse von Arzneimitteln gegen Krebs (Cytostatika), die Platin-Verbindungen enthalten, beispielsweise Cisplatin, Carboplatin und Oxaliplatin.

Der Internationale Kilogrammprototyp, der bis 2019 das Kilogramm definierte, und der Internationale Meterprototyp von 1889, der bis 1960 den Meter definierte, bestehen aus einer Legierung von 90 % Platin und 10 % Iridium.
Als Platin im Sinne der Kombinierten Nomenklatur gelten gemäß Anmerkung 4.B zu Kapitel 71 Platin, Iridium, Osmium, Palladium, Rhodium und Ruthenium.

## Legierungen/Werkstoffe
| Bezeichnung    | Platinanteil | Andere Elemente                   | Bemerkung / Verwendung |
| -------------- | ------------ | --------------------------------- | --- |
| Fasserplatin   | 96 %         | 4 % Palladium                     | Schmelzpunkt: 1750 °C, Dichte: 20,8 g/cm³, Brinellhärte: 55, Zugfestigkeit: 314 N/mm², Bruchdehnung: 39 / Schmuckindustrie  |
| Juwelierplatin | 96 %         | 4 % Kupfer                        | Schmelzpunkt: 1730 °C, Dichte: 20,3 g/cm³, Brinellhärte: 110, Zugfestigkeit: 363 N/mm², Bruchdehnung: 25 / Schmuckindustrie |
| Pt1Ir          | 99 %         | 1 % Iridium                       | Herstellung von Geräten für die optische Glasschmelze                                                                       |
| Pt3Ir          | 97 %         | 3 % Iridium                       | Herstellung von Rührwerken für die optische Glasschmelze                                                                    |
| Pt5Rh          | 95 %         | 5 % Rhodium                       | Herstellung von Rührwerken für die optische Glasschmelze                                                                    |
| Pt10Rh         | 90 %         | 10 % Rhodium                      | Herstellung von Geräten für die technische Glasschmelze                                                                     |
| Pt20Rh         | 80 %         | 20 % Rhodium                      | Herstellung von Geräten für die technische Glasschmelze                                                                     |
| Pt30Rh         | 70 %         | 30 % Rhodium                      | Herstellung von Geräten für die technische Glasschmelze                                                                     |
| FKS Pt         | 99,8 %       | 0,2 % Zirconiumoxid               | Herstellung von Geräten für die optische Glasschmelze                                                                       |
| FKS Pt10Rh     | 89,8 %       | 10 % Rhodium, 0,2 % Zirconiumoxid | Herstellung von Geräten für die technische Glasschmelze                                                                     |
| ODS Pt         | 99,8 %       | 0,2 % Yttriumoxid                 | Herstellung von Geräten für die optische Glasschmelze                                                                       |
| ODS Pt10Rh     | 89,8 %       | 10 % Rhodium, 0,2 % Yttriumoxid   | Herstellung von Geräten für die technische Glasschmelze                                                                     |
| ODS Pt20Rh     | 79,8 %       | 20 % Rhodium, 0,2 % Yttriumoxid   | Herstellung von Geräten für die technische Glasschmelze                                                                     |

Die ODS- und FKS-Werkstoffe haben in etwa die gleichen physikalischen Eigenschaften, aber werden aus patentrechtlichen Gründen mit Yttrium- bzw. Zirconiumoxid hergestellt.
Diese Legierungen werden von den Spezialglasherstellern wie zum Beispiel Hoya und Asahi in Japan, Corning in den USA, Saint-Gobain in Frankreich
und Schott in Deutschland für unzählige Geräte in der Glasschmelztechnik verwendet.

## Verbindungen
- Platin(IV)-oxid-Hydrat (PtO2 · x H2O) braunschwarzes Pulver, findet als Katalysator ausgedehnte Anwendungen in der organischen Chemie
- Platin(VI)-oxid (PtO3)
- Platin(II)-chlorid (PtCl2), Platin(IV)-chlorid (PtCl4)
- Tetrachloroplatin(II)-säure (H2[PtCl4])
- Hexachloroplatinsäure (H2[PtCl6])
- Platin(IV)-fluorid (PtF4)
- Platin(V)-fluorid (PtF5)
- Platin(VI)-fluorid (PtF6)
- Platin(II)-bromid (PtBr2)
- Platin(IV)-bromid (PtBr4)
- Platin(II)-iodid (PtI2)
- Platin(IV)-iodid (PtI4)
- Platin(II)-oxid (PtO)
- Platin(II)-sulfid (PtS)
- Xenonhexafluoroplatinat (XePtF6) erste hergestellte Edelgasverbindung

Ein Beispiel für eine Verbindung mit Platin in der Oxidationsstufe 0 ist
- Tetrakis(triphenylphosphin)platin (Pt(PPh3)4)

Verbindungen mit Silicium (Platinsilicide, z. B. für Infrarot-Kameras):
- PtSi
- Pt2Si
- Pt3Si

Verbindungen mit Aluminium:
- PtAl2 ist eine kristalline, spröde, goldgelbe Verbindung
- Pt3Al ist ebenfalls kristallin, aber silbern

Platin als Anion Pt2−:
- Caesiumplatinid Cs2Pt

## Platinmarkt
Als Teilmarkt hat sich im Edelmetallhandel ein Platinmarkt entwickelt, auf dem die Export-Staaten das Edelmetall zur Verwendung in der Industrie (Schmuck) Prägeanstalten für Platinmünzen und im Handel (Münzhandel, Kreditinstitute) anbieten. Die Bezeichnung für Platin, das als Handelsobjekt auf dem London Platinum and Palladium Market gehandelt wird, ist XPT. Die Internationale Wertpapierkennnummer (ISIN) im Börsenhandel lautet XC0009665545.

### Ältere Literatur
- A. Gutbier, Fr. Bauriedel: Über Platin. In: Berichte der Deutschen Chemischen Gesellschaft. 42 (4), 1909, S. 4243–4249, doi:10.1002/cber.19090420406.
- H. Rabe: Platin und die Tentelewsche Chemische Fabrik. Zeitschrift für Angewandte Chemie 39 (46), 1926, S. 1406–1411, doi:10.1002/ange.19260394606.
- W. Manchot, G. Lehmann: Über einwertiges Platin. Berichte der Deutschen Chemischen Gesellschaft (A and B Series), 63 (10), 1930, S. 2775–2782, doi:10.1002/cber.19300631016.

### Aktuelle Literatur
- Platin. Das edelste aller Edelmetalle Geschichte, Produktion, Anwendung. In: Metall (Berlin). 57 (12), 2003, S. 777–784, ISSN 0026-0746.
- Michael Groß: Als der Platin-Rubel rollte. In: Chemie in unserer Zeit. 38 (5), 2004, S. 308, doi:10.1002/ciuz.200490074.
- Ingo Ott, Ronald Gust: Medizinische Chemie der Platinkomplexe: Besonderheiten anorganischer Zytostatika. In: Pharmazie in unserer Zeit. 35 (2), 2006, S. 124–133, doi:10.1002/pauz.200500161.
- Die Platin Referenz: Der Klassiker Pt100 wird 100. In: Elektronik Industrie. 37 (5), 2006, S. 44–45, ISSN 0174-5522.
- Michael Ernst: Eine Weltgeschichte des Platins: das achte Metall. Edition Münzen & Sammeln, H. Gietl Verlag & Publikationsservice GmbH, Regenstauf 2010, ISBN 978-3-86646-833-7.